# شقبانية
الشقبانية (الاسم العلمي: Megapodiidae) هي فصيلة من الطيور تتبع رتبة الدجاجيات من طائفة الطيور.

## أجناس
- الشقبان